# Atlético Marte
Atlético Marte (vollständiger Name: Club Deportivo Atlético Marte) ist ein im Jahr 1950 gegründeter Fußballverein aus der Stadt San Salvador in El Salvador. Der Verein, der derzeit in der Primera División de Fútbol Profesional antritt, der höchsten Spielklasse der Federación Salvadoreña de Fútbol, dem nationalen Fußballverband von El Salvador, konnte in seiner Historie bereits achtmal die salvadorianische Meisterschaft gewinnen, zuletzt in der Saison 1980/81. Zudem gewann der Verein im Jahr 1991 den CONCACAF Cup Winners’ Cup.

## Erfolge
- CONCACAF Cup Winners’ Cup

Sieger: 1991
- Primera División de Fútbol Profesional

Meister: 1955, 1955/56, 1956/57, 1968/69, 1970, 1980/81, 1982, 1985